# Simone Giannelli
Pour les articles homonymes, voir Giannelli.
Simone Giannelli (né le 6 août 1996 à Bolzano) est un joueur italien de volley-ball. Il mesure 2,00 m et joue passeur.

## Clubs
| Club               | De   | À    |
| ------------------ | ---- | ---- |
| Trentino Volley    | 2012 | 2021 |
| Sir Safety Pérouse | 2021 | ...  |

## Palmarès

### En club
- Championnat d'Italie (2)
  - Vainqueur : 2013, 2015
- Coupe d'Italie (1)
  - Vainqueur : 2013
- Supercoupe d'Italie (1)
  - Vainqueur : 2013
  - Finaliste : 2012

### En sélection
- Championnat du monde (1)
  - vainqueur : 2022

### Individuel
- Championnat d'Italie : MVP en 2015
- Championnat d'Europe : meilleur passeur en 2015
- Ligue des champions : meilleur passeur en 2016
- Ligue mondiale : meilleur passeur en 2016
- Championnat du monde des clubs : meilleur passeur en 2016
- World Grand Champions Cup : meilleur passeur en 2017
- Championnat du monde : meilleur joueur en 2022